# Lobeira
Lobeira és un municipi de la província d'Ourense a Galícia. Pertany a la Comarca da Baixa Limia.
| 3.040 | 3.100 | 3.265 | 3.060 | 1.188 |
| Fonts: INE i IGE (Els criteris de registre censal variaren i les dades de l'INE i de l'IGE poden no coincidir.) |       |       |       |       |